# Mister Ajikko
Mister Ajikko/Chefe Ajikko (ミスター味っ子, Misutā Ajitsu) é um mangá japonês escrito e ilustrado por Daisuke Terasawa sobre um jovem cozinheiro. Foi mais tarde adaptado para série de anime, produzido pela TV Tokyo e Sunrise. Foi transmitido a partir de 8 de Outubro de 1987 até 28 de Setembro de 1989 com um total de 99 episódios.

## Enredo
Ajiyoshi Yoichi é um prodígio da culinária que gerencia um restaurante com sua mãe. Um dia, Murata Genjiro, aparece no restaurante e se surpreende com o delicioso sabor e as habilidades culinárias do katsu-don prepado pelo Youichi. Posteriormente, Youichi é convidado para o Edifício Aji-oh onde ele se envolve em uma partida de espaguete com o Intra-Logístico, Chefe Italiano Marui. Com a novela de ideias culinárias de Youichi, juntamente com o seu entusiasmo de servir o melhor para seus convidados. permite que ele derrote Marui no jogo. A partir de então, Youichi começa a competir com outros rivais na corrida para os melhores em pratos e sabores.

## Equipe da Produção do Anime

### Dubladores
- Ai Orikasa como Maurice
- Banjou Ginga como Aji Shogun
- Bin Shimada como Kingo Sakata
- Chie Koujiro como Koorogi
- Chieko Honda como Minmin
- Daisuke Gouri como Mestre da Estrela do Céu
- Eken Mine como Eikichi
- Hiroshi Masuoka como Mustaki
- Hirotaka Suzuoki como Kazuya Konishi
- Houchu Ohtsuka como Takao Ajiyoshi (Primeiro)
- Katsumi Suzuki como Yasumichi Yonemoto
- Kazuhiko Inoue como Takao Ajiyoshi (Segundo)
- Kazuya Tatekabe como Kamon
- Kenichi Ogata como Okada dono do Comendo em Colapso
- Kenyuu Horiuchi como Chefe Shimonaka
- Kiyoshi Kobayashi como Genichiro Murata
- Kôhei Miyauchi como Taste Sein
- Kouichi Yamadera como Takao Ajiyoshi (ep 51)
- Mari Yokoo como Noriko
- Masako Katsuki como Komasa
- Mie Suzuki como Kazuma
- Miki Narahashi como Yamaoka Shigeru
- Minami Takayama como Youichi Ajiyoshi
- Naoki Tatsuta como Moritarou Tarame
- Nobuo Tobita como liu-hu-feng
- Ritsuo Sawa como Kaoru Oikawa
- Saeko Shimazu como Shoukichi
- Shigezou Sasaoka como Kouzan
- Shinya Ohtaki como Abe
- Shozo Iizuka como Chefe Marui
- Sumi Shimamoto como Yoahimu
- Takaya Hashi como Sally o Robô Cozinheiro
- Takeshi Watabe como Daiko
- Takkou Ishimori como Bravo Ojisan
- Takuzou Kamiyama como Seki
- Tesshô Genda como Toshiya Misen
- Tomomichi Nishimura como Mouri
- Yasunori Matsumoto como Shougo
- You Yoshimura como Kikuchi da sala de jantar na casa de Kikuchi
- Youko Kawanami como Yamaoka Mitsuko
- Yuzuru Fujimoto como Aji-Oh
- Wataru Takagi

### Equipe
- Direção da série: Yasuhiro Imagawa

- Roteiro:
  - Akemi Omode
  - Akihiro Arashima
  - Akinori Endo
  - Jinzo Toriumi
  - Kenji Ito
  - Miho Maruo
  - Noboru Shiroyama
  - Ryoe Tsukimura
  - Satoshi Fujimoto
  - Taro Kokanei
  - Yoshikazu Sakata
  - Yoshinori Watanabe
  - Yuki Ohnish

- Encenação:
  - Hideharu Iuchi
  - Hidehito Ueda
  - Hitoshi Nanpa
  - Jun'ichi Sakata
  - Kazuo Yamazaki
  - Kazuyoshi Katayama
  - Takashi Kobayashi
  - Tatsuya Okamoto
  - Tetsuro Amino
  - Toshifumi Kawase
  - Yasuhiro Imagawa
  - Yuji Yamaguchi
  - Yukio Suzuki

- Direção dos episódios:
  - Akihiko Nishiyama
  - Kiyoshi Fukumoto
  - Miho Kuriyama
  - Minoru Arabayashi
  - Shinichi Watanabe
  - Takashi Kobayashi
  - Toshifumi Kawase

- Música: Daishi Fujita

- Desenhos dos Personagens:
  - Kazuaki Moori
  - Masahiro Kase

- Direção de arte: Chitose Asakura

- Direção de animação:
  - Fumiko Takashi
  - Hiroshi Watanabe
  - Hiroyuki Terada
  - Kazuaki Moori
  - Kinuko Izumi
  - Masahiro Kase
  - Megumu Ishiguro
  - Osamu Ohkubo
  - Sawako Yamamoto
  - Yuichi Endo

- Direção do som: Hiroshi Yamazaki

- Produção:
  - Kenji Uchida (Sunrise)
  - Tomoyuki Ikeda (TV Tokyo)
  - Toru Hasegawa (Sunrise)

### Canções
Tema de Abertura:
1. "Renaissance jounetsu (ルネッサンス情熱)" por Wataru Kuniyasu(国安わたる)

Tema de Encerramento:
1. Kokoro no Photograph (心のＰｈｏｔｏｇｒａｐｈ)" por Wataru Kuniyasu(国安わたる)